# جليل باغدادبايوف
جليل باي أمراح أوغلو باغدادبايوف (بالأذرية: Cəlil Bağdadbəyov) - عالم الأجيال البشرية الأول لأذربيجان، مخرج وفنان أذربيجاني، مترجم، حائز على لقب الجدارة في جمهورية أذربيجان الاشتراكية السوفيتية(1943).

## حياته
ولد جليل باغدادبايوف في شوشا عام 1887. ألقى تعليمه الأول في مدرية شوشا ولاحقا في مدرسة ثانوية في سانت بطرسبرغ.
بعد عوده إلى باكو في 1904 عمل في في حقول النفط.
لاحقا تخرج جليل باغدادبايوف من كلية للمسرح الحكومي الأذربيجاني وبعد دراسته فيها واصل تعليمه المسرحي في موسكو.
بالإضافة إلى كان يجيد جليل باغدادبايوف العربية، الفارسية، الفرنسية، الروسية، وكذلك لغات شعوب آسيا الوسطى.
شارك جليل بغدادبايوف مع الممثلون الثقافية داخل الجيش الأحمر في إيران خلال الحرب الوطنية العظمى.
بعد الحرب واصل نشاته كمخرج وعمل كمدير اتحاد الحفلات ومدير المسرح إسمه جفعر جبارلي.
حصل جليل باغدادبايوف على حائز على لقب الجدارة جمهورية أذربيجان الاشتراكية السوفيتية.
توفى جليل بغدادبايوف في 21 أبريل عام 1951 في مدينة باكو، 64 من عمره.